# بن جونسون
بنجامين جونسون (بالإنجليزية: Ben Jonson)(نحو 11 يونيو 1572 – 18 أغسطس [6 أغسطس بالتقويم القديم] 1637)، هو كاتب مسرحي وشاعر إنجليزي، تركت أعماله الفنية أثرًا دائمًا في الشعر الإنجليزي والكوميديا المسرحية. اشتهر بإسهامه في نشر نمط "كوميديا الطباع"، وهو معروف على وجه الخصوص بمسرحياته الساخرة مثل: كل إنسان بحسب طبعه (1598)، وفولبوني أو الثعلب (1606)، والخيميائي (1610)، ومعرض بارثولوميو (1614)، إضافة إلى شعره الغنائي والقصائد الوجيزة ذات الطابع الحِكمي.
يُعتبر جونسون "ثاني أهم كاتب مسرحي إنجليزي بعد ويليام شكسبير خلال فترة حكم الملك جيمس الأول".
كان جونسون مثقفًا واسع الاطلاع، تلقّى تعليمًا كلاسيكيًا، وتمتع بثقافة عصر النهضة الإنجليزية، كما عُرف بشغفه بالجدل، سواء في مجالات الفكر أو السياسة أو الأدب. امتد تأثيره الثقافي على شعراء وكُتّاب المسرح في العصر اليعقوبي (1603–1625) والحقبة الكارولينية (1625–1642)، بشكل يفوق نظيره من معاصريه من حيث الاتساع والتأثير.

## روابط خارجية
- بن جونسون على موقع IMDb (الإنجليزية)
- بن جونسون على موقع الموسوعة البريطانية (الإنجليزية)
- بن جونسون على موقع ميوزك برينز (الإنجليزية)
- بن جونسون على موقع قاعدة بيانات برودواي على الإنترنت (الإنجليزية)
- بن جونسون على موقع إن إن دي بي (الإنجليزية)
- بن جونسون على موقع ديسكوغز (الإنجليزية)
- بن جونسون على موقع قاعدة بيانات الفيلم (الإنجليزية)